# Sportellidae
Famille
Sportellidae est une famille de mollusques bivalves.

## Liste des genres
Selon World Register of Marine Species (1 juin 2016) :
- genre Fabella Conrad, 1863
- genre Sportella Deshayes, 1858

Selon ITIS (1 juin 2016) :
- genre Anisodonta Deshayes, 1858
- genre Basterotia Hoernes, 1859
- genre Ensitellops Olsson & Harbison, 1953
- genre Fabella Conrad, 1863
- genre Planktomya Simroth, 1896